# Gregorio de Corinto
Gregorio de Corinto (griego:Γρηγόριος Κορίνθιος), bautizado como Jorge Pardo (Γεώργιος Πάρδος), fue un gramático y clérigo bizantino de datación incierta. Su familia vivía en la región de Corinto, donde llegó a ser arzobispo tras trabajar como profesor en la Escuela Patriarcal de Constantinopla. Es autor de los trabajos siguientes:
- Un tratado sobre los dialectos del griego antiguo (Περὶ διαλέκτων), del que se conserva una edición de 1493 publicada en Milán.
- Un tratado sobre sintaxis y gramática elemental (Περὶ συντάξεως λόγου).
- Una exposición gramatical sobre los himnos de Cosmas de Maiuma y Juan Damasceno (Ἐξηγήσεις ἐις τοὺς κανόνας τῶν δεσποτικῶν ἐορτῶν).[3]
- Un tratado sobre los tropos poéticos (Περὶ τροπῶν ποιητικῶν).

## Ediciones
- Fausto Montana (ed.), Gregorio di Corinto. Esegesi al canone giambico Por la Pentecoste attribuito un Giovanni Damasceno (texto griego y traducción italiana), Biblioteca di studi antichi 76, Pise, Giardini Editori e Stampatori, 1995.
- Daniel Donnet (ed.), Le traité Περὶ συντάξεως λόγου de Grégoire de Corinthe. Étude de la Tradición manuscrite (texto griego, comentario y traducción en francés), Études de philologie, d'archéologie et d'histoire anciennes t. X, Institut historique belge de Roma, Bruxelles et Roma, 1967.
- Gottfried Heinrich Schæfer (ed.), Gregorii Corinthii et aliorum grammaticorum libri de dialectis linguæ Græcæ, Leipzig, Weigel, 1811.
- Ernst Christian Walz (ed.), Rhetores Græci, 9 vol., Tübingen, Cotta, 1832-36 (vol. VII).